# Theodor von Grotthuß

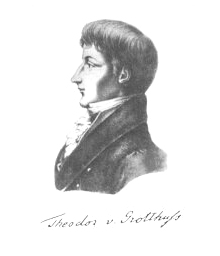
Theodor von Grotthuß

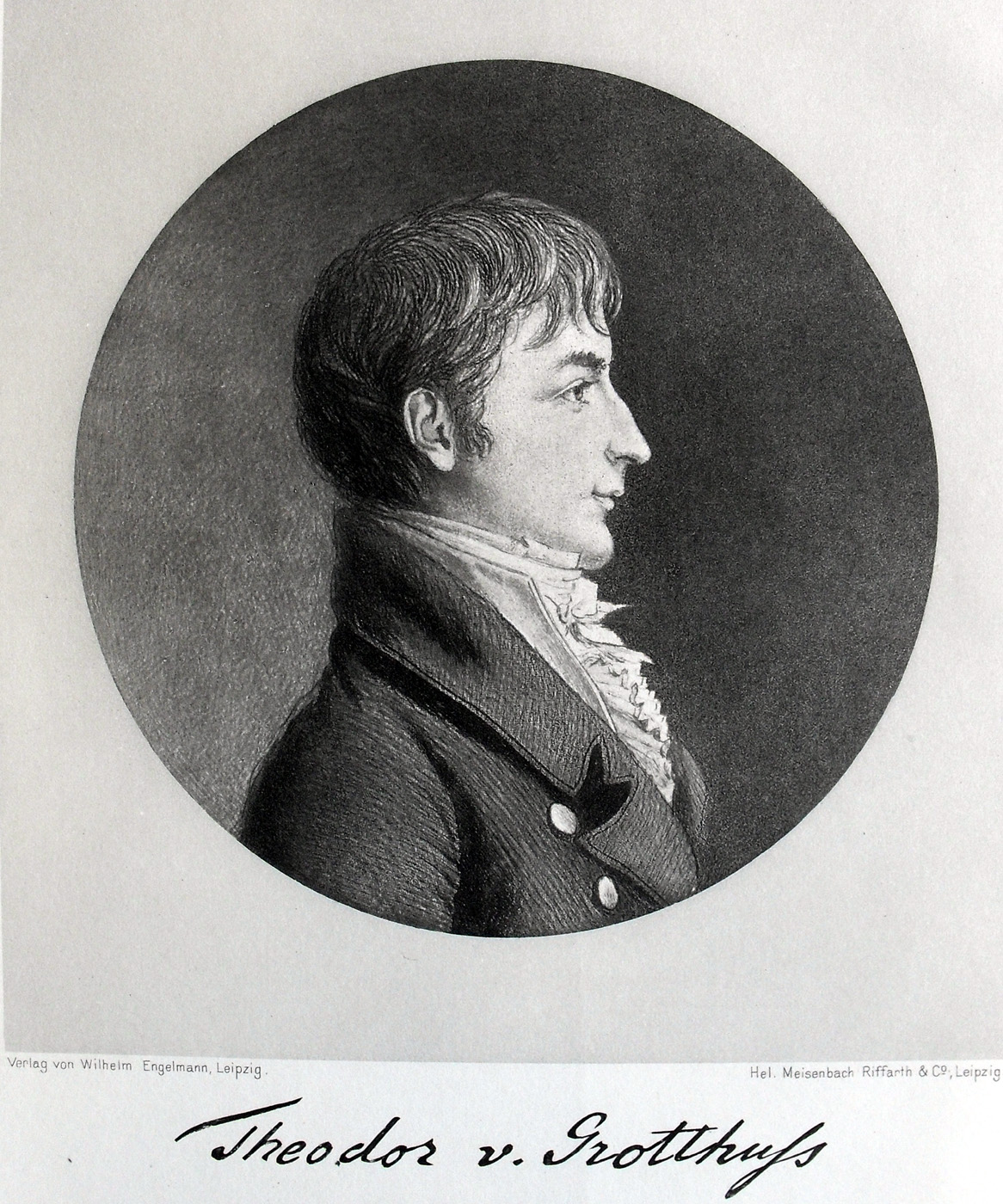
Theodor von Grotthuß

Christian Johann Dietrich Theodor Freiherr von Grotthuß (auch Theodor Grotthuß oder Theodor Freiherr von Grotthuß; * 20. Januar 1785 in Leipzig; † 14. Märzjul. / 26. März 1822greg. in Geddutz (heute Gedučiai), Litauen) war ein deutschbaltischer Naturwissenschaftler. Er entwickelte den nach ihm benannten Grotthuß-Mechanismus zur Leitfähigkeit in wässrigen Lösungen.

## Leben
Theodor Grotthuß stammte aus dem deutsch-baltischen Adelsgeschlecht Grotthuß. Er war der Sohn des Gutsherrn und Komponisten Dietrich Ewald von Grotthuß (1751–1786) und seiner Frau Elisabeth Eleonore, geb. von Grotthuß aus dem Hause Geddutz (1755–1831). Er wurde während einer Reise seiner Eltern in Leipzig geboren, wo Christian Felix Weiße sein Taufpate wurde. Weiße sorgte dafür, dass Grotthuß schon als Kleinkind an der Universität Leipzig eingeschrieben wurde. Er verbrachte seine Kinderjahre jedoch überwiegend auf dem elterlichen Gut im damaligen russischen Gouvernement Kurland. Entgegen den Erziehungsabsichten seiner Hauslehrer befasste er sich mit Naturwissenschaften und studierte alle erreichbare derartige Literatur.
Im Jahre 1803 reiste Grotthuß nach Leipzig, um dort das Studium der Naturwissenschaften aufzunehmen, das er danach in Paris fortsetzte. An der École polytechnique hörte er u. a. Claude-Louis Berthollet und dessen Mitstreiter im Kampf um die Antiphlogistontheorie von Antoine François de Fourcroy. 
Nach seiner Übersiedlung nach Italien lernte Grotthuß dort die Versuche über die elektrolytische Wasserzersetzung kennen. Dazu entwickelte er 1805 seine eigenständige Theorie, die ihn in Gelehrtenkreisen Europas bekannt machte.
Im Folgejahr kehrte er nach einem Zwischenaufenthalt in Paris nach Kurland zurück, um  die Bewirtschaftung des ererbten Gutes zu übernehmen.
Dort setzte Theodor Grotthuß ohne unmittelbaren Kontakt mit anderen Wissenschaftlern seine elektrochemischen Forschungen fort. Dabei gelangte er zu einer Reihe von neuen, eigenständigen Ideen, die alle im Zusammenhang mit dem Phänomen der Erzeugung des galvanischen (elektrischen) Stromes mittels der 1800 konstruierten sogenannten Voltaschen Säule (elektrochemische Gleichstromquelle) standen. Grotthuß gehörte zu den ersten Wissenschaftlern, die systematisch die „wunderbaren Wirkungen der Elektrizität“ untersuchten, in der er „einen der wirksamsten Antriebe in den großen Verrichtungen der Natur“ sah. Von grundlegender Bedeutung waren seine Überlegungen zur Erklärung des Strommechanismus in Elektrolyten.
Auf seine gewonnenen Erkenntnisse aufbauend, erweiterte Grotthuß systematisch seine Anschauung zur Elektrochemie. Dabei deutete er u. a. Vorgänge an den Elektroden als Oxidations- bzw. Reduktionsvorgänge, die stets wechselseitig und in einem entsprechenden Verhältnis stattfinden. 
Auf ihn geht die Verwendung von Kaliumthiocyanat zum Nachweis von Eisen und Cobalt zurück (1817/18).
1819 veröffentlichte er eine Abhandlung über die chemische Wirksamkeit des Lichts. Darin begründete er, nahezu ein Vierteljahrhundert vor anderen Wissenschaftlern, das photochemische Absorptionsgesetz (Grotthuss-Draper-Gesetz), nach dem in einem physikalisch-chemischen System nur derjenige Bruchteil einfallender Strahlung Wirkungen hervorrufen kann, der von diesem System absorbiert wird.
Der 1820 erschienene erste und einzige Band seiner „physikalisch-chemischen“ Forschungen wurde zu seinem wissenschaftlichen Vermächtnis. Mit 37 Jahren nahm sich Grotthuß am 14. März 1822 auf seinem Gut Geddutz aufgrund einer unheilbaren Krankheit das Leben. Seine wissenschaftlichen Arbeiten blieben damals nahezu unbeachtet. Ihre Bedeutung, die für andere Forscher hätte wegweisend sein können, offenbarte sich eigentlich erst im 20. Jahrhundert.
Seit 1815 war er korrespondierendes Mitglied der Bayerischen Akademie der Wissenschaften.

## Werke
- Mémoire sur la décomposition de l’eau et des corps qu’elle tient en dissolution à l‘aide de l‘électricité galvanique. Rome 1805

Digitalisat, Bayerische Staatsbibliothek
- Physisch-chemische Forschungen. Erster Band Nürnberg: Schrag 1820

Digitalisat, Bayerische Staatsbibliothek
- Verbindungsverhältniß- oder chemische Aequivalenten-Tafeln, in Raum- und Gewichts-Theilen der einfachen und zusammengesetzten Körper des Unorganischen Reichs : nebst vollständiger Entwickelung der Rechnungen zur Erforschung der spezifischen Gewichte der verschiedenen Gas- und Dunst-Arten, Angaben ihrer Verdichtungen bei der gegenseitigen Verbindung, ihrer erforderlichen Sauerstoffmengen beim Verbrennen, u.s.w. : zum praktischen Gebrauche für Chemiker, Physiker, Techniker, Pharmaceuten, insbesondere für Analytiker, entworfen. Nürnberg 1821

Digitalisat, Bayerische Staatsbibliothek
- Abhandlungen über Elektrizität und Licht. Herausgegeben von R. Luther und A. J. von Oettingen. Ostwalds Klassiker Nr. 152, Leipzig 1906